# Максім-Гаель Нгаяп Амбу
Максім-Гаель Нгаяп Амбу (фр. Maxime-Gaël Ngayap Hambou; 22 червня 2001, Кліші, Франція) — французький дзюдоїст, олімпійський чемпіон та бронзовий призер Олімпійських ігор 2024 року.

## Виступи на Олімпіадах
| Олімпіада  | Дисципліна      | Місце |
| ---------- | --------------- | ----- |
| Париж 2024 | до 90 кг        | 3     |
| Париж 2024 | змішана команда | 1     |

## Зовнішні посилання
- Максім-Гаель Нгаяп Амбу на сайті International Judo Federation (англійська)
- Максім-Гаель Нгаяп Амбу на сайті JudoInside.com (англійська)
- Максім-Гаель Нгаяп Амбу на сайті AllJudo.net (французька)
- Максім-Гаель Нгаяп Амбу на сайті French Olympic Committee (французька)